# Publius Septimius Geta
Publius Septimius Geta (født 7. marts 189, død december 211) var en romersk kejser af det severiske dynasti, der regerede sammen med sin far Septimius Severus og sin bror Caracalla fra 209 til sin død i 211.
Geta var den yngste af Septimius Severus' to sønner med Julia Domna.
Geta og den ældre bror Caracalla havde et anspændt forhold allerede fra barnsben. Da Septimius døde i York i England i starten af 211, blev de to brødre udråbt til kejsere af Rom. Samme år lod Caracalla Geta myrde. Da Geta var død,  forbandede Caracalla hans minde og beordrede hans navn fjernet fra alle inskriptioner. Derefter udrensede han ifølge samtidige kilder 20,000 af Getas støtter.
- Wikimedia Commons har flere filer relateret til Publius Septimius Geta

| Biografi | Spire Denne biografi er en spire som bør udbygges. Du er velkommen til at hjælpe Wikipedia ved at udvide den. |